# Bošov (Miřetice)
Bošov (německy Boschow) je vesnice, část obce Miřetice v okrese Chrudim. Nachází se asi 1 km na severozápad od Miřetic. V roce 2015 zde bylo evidováno 83 domů, z nichž je 37 trvale obydlených, 25 rekreačních, 3 neobydlené, 2 rozestavěné, 14 chat, 2 objekty (bývalá prodejna a Hasičská zbrojnice Bošov). V roce 2015 zde trvale žilo 124 obyvatel.
Bošov leží v katastrálním území Švihov o výměře 5,37 km2.

## Okolí
Na návsi se nachází hasičská nádrž a dvě lípy. Kolem jedné z lip je lavička kruhového tvaru. U druhé je zhotoven pomník obětem první světové války. Od roku 2008 jsou na hasičské zbrojnici prováděny stavební úpravy a vylepšení. Roku 2014 zde byla udělána nová hlavní silnice. Od listopadu 2015 zde buduje SDH Bošov dětské a sportovní hřiště za podpory obecního úřadu Miřetic.

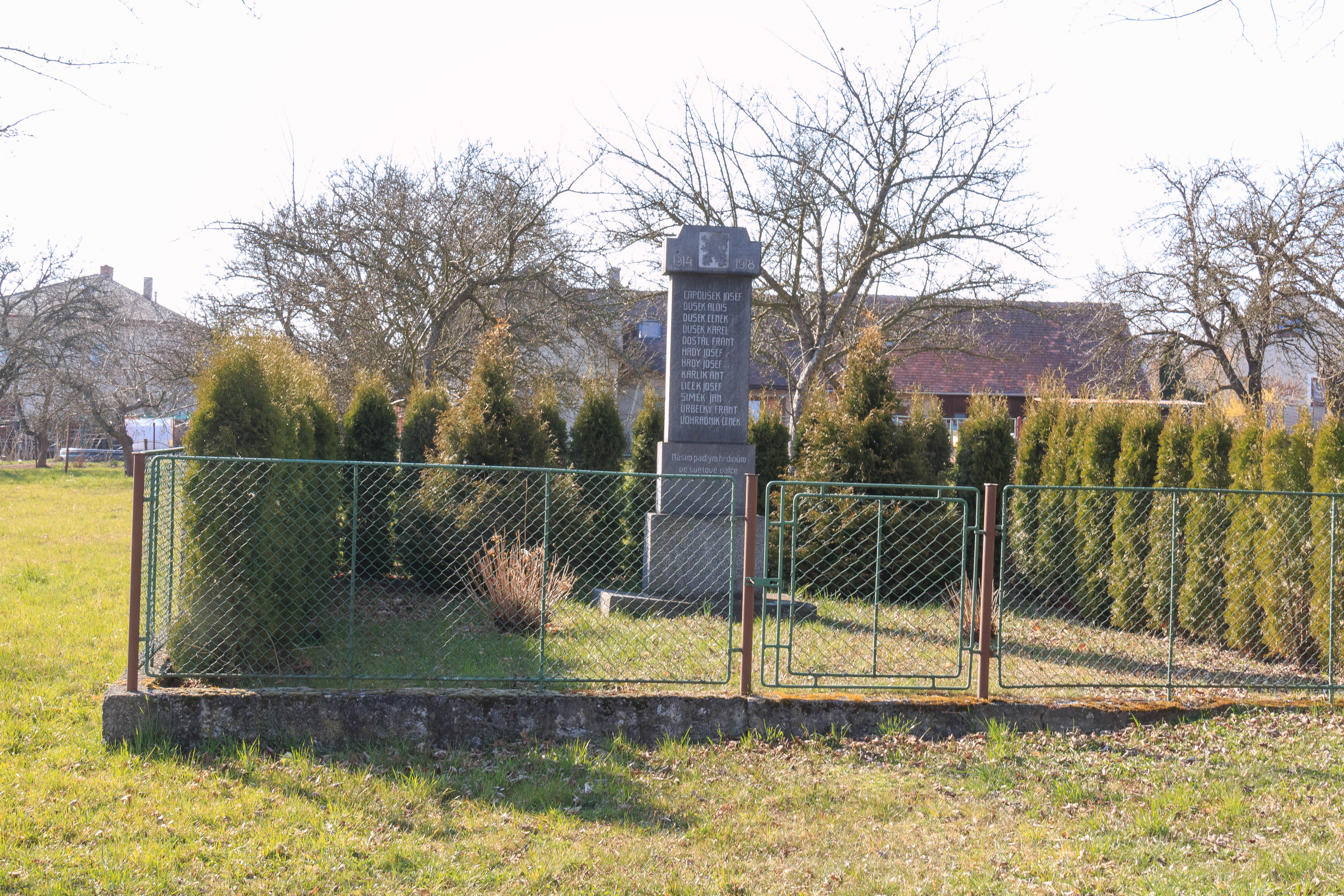
Pomník padlým obětem první světové války

## Fauna a flóra
Na některých místech lze najít vzácné dřeviny, jako je jalovec nebo červený tis. Nachází se zde louky s množstvím léčivých bylin, které se dnes vyskytují jen v omezené míře.
Ze zvířat je zde možné spatřit volně pasoucí se stáda srnek, muflonů a divokých prasat.